# Australomalus fijianus
Australomalus fijianus är en skalbaggsart som beskrevs av Miłosz A. Mazur 1981. Australomalus fijianus ingår i släktet Australomalus och familjen stumpbaggar. Inga underarter finns listade i Catalogue of Life.